# Costa-Saragozza
Costa-Saragozza è un ex quartiere di Bologna, ora zona statistica facente parte del quartiere Porto-Saragozza.

## Storia

### Ottocento
Per tutto il XIX secolo era una zona suburbana di campagna, dove le uniche presenze edilizie erano poste presso la chiesa di San Paolo di Ravone e lungo il portico di San Luca, nel tratto di via Saragozza. Quest'ultima è tutt'oggi la strada pedecollinare che porta a Casalecchio di Reno; la viabilità era completata dall'altra strada maestra di Sant'Isaia, che conduceva al fiume Reno (nel 1919 ribattezzata via Andrea Costa, che dà il nome al quartiere). Amministrativamente faceva parte della frazione forese (ovvero esterna alle mura) di San Giuseppe, che sotto l'amministrazione pontificia era comune appodiato.
Questa parte del suburbio bolognese fu tra le prime oggetto dell'espansione urbana extramuraria: già verso la fine dell'Ottocento la parrocchia di S. Paolo di Ravone conobbe infatti una crescita demografica, favorita dalla presenza polarizzante del portico di San Luca. Negli anni immediatamente successivi all'Unità d'Italia si verificò una graduale trasformazione dell'area, con l'insediamento di nuovi residenti, in prevalenza provenienti dal ceto impiegatizio. A favorire l'espansione fu l'inaugurazione nel 1883 della tranvia Bologna-Bazzano.
Allo stesso modo, processi di urbanizzazione avvennero nella zona attorno a S. Paolo di Ravone e via Sant'Isaia; la lottizzazione però ebbe un carattere disordinato e poco razionale, frutto della speculazione edilizia. Ciò fu possibile poiché l'applicazione del piano regolatore del 1889 limitava l'espansione ben prima della chiesa di San Paolo, per cui l'edificazione di quest'area non doveva rispettare i regolamenti edilizi e altri oneri. Il risultato fu un notevole aumento della popolazione della parrocchia, che passò dai 2 709 abitanti del 1887 ai 5578 del 1892. Interventi più razionali furono eseguiti dalla Cooperativa Risanamento a partire dal 1887 fino al 1930. Fuori Porta Sant'Isaia fu edificato un lotto di case popolari, su terreni acquisiti dalla cooperativa nel 1884 e riconosciuti dal Piano regolatore come "area per case operaie".

### Novecento
Se i primi interventi di urbanizzazione del quartiere prefiguravano una periferia di carattere popolare, le qualità geografiche e ambientali della zona, pedecollinare e senza insediamenti industriali o ferroviari, fecero sì che venne aperta a possibilità edilizie di più alto livello. Promotore della prima, notevole iniziativa in questo senso fu l'architetto Paolo Sironi. Dotato di spirito imprenditoriale, nel 1905 acquisì un terreno che lottizzò secondo le indicazioni del Piano regolatore, tracciando l'attuale viale Audinot. Qui edificò una serie di villini in pieno stile Art Nouveau, destinati al ceto medio e alla borghesia, con moduli diversi a seconda delle disponibilità economiche.
Questo primo intervento permise lo sviluppo di una periferia a carattere residenziale, dalle connotazioni borghesi; il nascente quartiere Costa-Saragozza venne così di fatto costituendosi come una città giardino. La qualità delle abitazioni e la relativa comodità verso il centro storico (facilitata dalla presenza della rete tranviaria) resero l'area appetibile per il ceto medio-borghese cittadino. Progressivamente il quartiere venne saturato quasi del tutto, grazie anche al contributo delle cooperative edilizie, da tipologie abitative monofamiliari o piccole palazzine.
A valorizzare la zona ci pensarono anche gli interventi del regime fascista locale, guidato dal podestà Leandro Arpinati. Non a caso il nuovo stadio Littoriale venne eretto in questa zona, assieme a piscine, palestre e campi da tennis: il nuovo impianto sportivo fece rivalutare immediatamente i terreni vicini, con speculazioni edilizie guidate dagli stessi esponenti fascisti. Venne creata una cooperativa per urbanizzare l'area, che però fallì, gettando in discredito le operazioni edilizie e i gerarchi suoi promotori; la manovra venne recuperata solo tramite lo IAFCP che costruì il Villaggio della Rivoluzione Fascista.
Nel corso degli anni '30 si accentuò sempre più un divario tra la città giardino a sud della via S. Isaia e i caseggiati popolari posti a nord della stessa, la quale divenne un elemento di cesura urbanistico-sociale. Lo sviluppo edilizio proseguì dopo la guerra, favoriti anche dalla tombatura del Ravone e del canale di Reno. Questo nuovo impulso costruttivo tuttavia presentò caratteri più simili alla nuova periferia del dopoguerra che non delle tipologie storiche di inizio secolo; in particolare, i nuovi condomini, dalle caratteristiche morfologiche più uniformi, si differenziarono dal tessuto preesistente.

## Società
abitanti censiti

## Geografia antropica
L'area principalmente urbanizzata del quartiere, quella di pianura, ha una forma grossomodo triangolare, posta tra il giardino del Ghisello ad ovest fino ai Viali di Circonvallazione a ovest; a sud è delimitata dalla via pedecollinare Saragozza, mentre a nord dal canale di Reno e dalle vie Tolmino e Sabotino.
Villaggio della Rivoluzione Fascista
Insediamento residenziale di epoca fascista, realizzato dallo IACP su progetto di Francesco Santini.